# الطيب التليلي
هو الطيب بن علي بن سعيد التليلي العالم التونسي العامل الجريء في الحق والواعظ الصالح الخير مؤسس الروضات القرآنية الحديثة ولد بميدون جربة عام 1321ھ – 1903م. وبدأ تعلمه الابتدائي هناك ثم التحق بجامع الزيتونة ودرس فيه حتى فاز بشهادة التطويع عام 1343 ھ -1924م. وكان خلال ذلك يصرف أوقات فراغه الليلية بين متابعة دروس الخلدونية التي تحصل على ديبلومها في الحساب والرياضيات وبين تعلم الفرنسية بمدارس أعدت للكبار وقد نال شهادتها الابتدائية.

## بداياته
بدأ الشيخ حياته بحفظ نصف القرآن الكريم في الكتّاب وتعلّم مبادئ النّحو وحفظ متون العلوم كلّها على أبيه الّذي كان من خرّيجي جامع الزيتونة تحصّل على التطويع عام 1898م وكان أبوه يتعاطى التّوثيق وإمامة الجمعة ويشرف على المدرسة القرآنيّة بميدون مسقط رأسه ويزاول التّجارة في نفس الوقت. وكان له ستّة أبناء وجّههم جميعا إلى الدّراسة بجامع الزيتونة رغم فقره وقلّة ذات يده وقد قال له بعض أصحابه: كيف تيسّر لك توجيه أبناؤك كلّهم إلى جامع الزيتونة رغم فقرك؟ في حين أنّ غيرك من ميسوري الحال لم يستطع ذلك؟؟ فأجابه:«البركة وين يبارك ربّي» مصداقا لقوله تعالى:«ومن يتّق الله يجعل له مخرجا ويرزقه من حيث لا يحتسب» وقد كان ثقة ورعا عالما ومرجعا لأهل الفتوى في بلده بشهادة أهل بلده وتلاميذه وأقاربه.

## منزلته العلمية
باشر الشيخ التدريس متطوعا بجامع الزيتونة إلى أن نجح في مناظرته سنة 1347ھ – 1924 م وعين مدرسا معاونا أي بالطبقة الثالثة ولم يزل مترقيا في هذه الخطة حتى بلغ الأولى عام 1373 ھ -1953 م مبرهنا بذلك عن علو منزلته العلمية وأخلاقه وبراعته التعليمية ولذلك فإن مشيخة الجامع الأعظم وجهت له رسالة شكر تقديرا له واعترافا منها بحزمه وإخلاصه وبالغ إفادته وانضباطه. ثم جسمت هذا المعنى بتسميته مديرا للفرع الزيتوني اليوسفي بتونس.
إن منزلته العلمية والأخلاقية هذه تجاوزت شهرتها حدود الإقليم التونسي الضيقة وعرفها فيه كبار العلماء خارجه بعد أن جالسوه واختبروه فنال بها ثلاث إجازات الأولى من مدرس العلوم والحديث بالحرمين الشريفين عمر حمدان المحيرصي، والثانية من عبد الحي الكتاني في جميع مروياته بكتابه «فهرس الفهارس والأثبات»، والثالثة من محمد الحجوي صاحب كتاب الفكر السامي في تاريخ الفقه الإسلامي في كل تآليفه ومروياته.

### حرصه على دوام التّوجّه الدّيني في عقبه
كان الشّيخ الطّيّب التّلّيلي حريصا على توجيه أولاده وحفدته وأبناء اخوته إلى الدّراسة بجامع الزيتونة لما يرى فيه من خير وبركة وعزّ الدّنيا والآخرة. فكان أوّل من وجّهه إليه ابنة الشّيخ محمود بعد تحصّله على الشّهادة الابتدائية والسّادة سعيد ومصطفى وعبّاس التّليلي أبناء أخيه عبد العزيز والأستاذ البشير التّلّيلي ابن أخيه الشّيخ عثمان التّلّيلي المدرس بجامع الزيتونة، والدّكتور مختار التّلّيلي ابن أخيه الطّاهر الّذي كان متحصّلا على شهادة التّطويع وإمام جمعة بجربة ثمّ أخيرا حفيداه الدّكتور رشيد التّليلي والأستاذ رضا التّلّيلي كلّ ذلك رغبة في دوام التّوجّه والثّقافة الإسلاميّة في العائلة.

## مشكلات التعليم الزيتوني
هناك عوامل كانت تصرف النّاس عن التّعلّم والتّوجّه إلى الدّراسة بجامع الزيتونة:
1. ضآلة مرتّبات المدرّسين فقد كانوا يتقاضون منحة من جمعيّة الأوقاف لا تكاد تفي بسدّ الرّمق.
2. تحديد بقاع التّدريس وتجميدها بحيث لا تنال بقعة منها إلاّ بوفاة شاغلها فكان المتخرّج من جامع الزيتونة مهدّدا بالبطالة ولا مجال له للعمل إلاّ في الإشهاد أو القضاء أو بالتعليم والعدليّة بعد دراسة الحقوق أو بترشيح المعلّمين.
3. الفقر وقد كان فاشيا منتشرا في أغلب الطّبقات وعائقا دون الانخراط في التعليم أو مواصلته.

## الحلول
أدرك الشّيخ الطّيّب التّلّيلي هذه العوامل فجنّد نفسه لحلّها وإبطال آثارها:
أولا: بإذكاء الرّوح الدّينيّة الإسلاميّة في نفوس طلبته وفي نفوس النّاس عن طريق الدّروس والخطب الّتي كان يقوم في المساجد وحتّى المقاهي وفي شهر رمضان بصفة خاصّة عندما كان يتعطّل التعليم بجامع الزيتونة فكان يستغلّ هذه العطلة بإلقاء دروس يوميّة بجامع الزيتونة وجامع سبحان الله يعلّم النّاس دينهم عقيدة وعبادة ومعاملة وأخلاقا بل علّمهم في وقت كفاح الاستقلال باب الجهاد وأحكامه واستمرّ في دروسه هذه طيلة 40 عاما حتّى أقعده العجز البدنيّ.
ثانيا: ببناء المدارس القرآنيّة والإشراف على تمويلها وإصلاحها وفي هذا المضمار بنى بميدون أوّل مدرسة قرآنيّة خاصّة بتعليم البنات سنة 1949م وقد انتزعت فيما بعد وصارت معهدا ثانويّا مختلطا.
ثالثا: برعاية التلاميذ الفقراء بإنشاء جمعيّة ضعفاء التّلامذة الزّيتونيّين تحت رئاسة الشّيخ علي النّيفر وعضويّة ثلّة من الشّيوخ الأفاضل من بينهم الشّيخ أحمد شلبي والشّيخ حسن الخياري والشّيخ الزّغواني كانت هذه الجمعيّة تطعم الطّلبة الفقراء وتؤوي الكثير منهم في مآوي تبرّع بها المحسن أحمد بن الأمين وغيره كالحاج يونس بن تنفوس. كما أقام مأوى لتعليم الأيتام من أطفال اللاّجئين الجزائريّين ومن المشرّدين والمعوزين من أبناء التّونسيّين وبفضل هذه المؤسّسات استطاع كثير من الضعفاء مواصلة التعليم والوصول إلى درجات اجتماعيّة عالية مرموقة في المجتمع نفعوا بها أوطانهم بعد أن كانوا محكوما عليهم بالجهل والتّشرّد والانقطاع عن مواصلة التعليم بسبب الفقر والاحتياج وبهذا الأسلوب العملي قضى الشّيّخ الطّيّب التّلّيلي على العامل الثّالث من العوامل الّتي كانت تحول دون الانتماء أو مواصلة التعليم بجامع الزيتونة.
رابعا: بالمساهمة في جمعيّة الشّبّان المسلمين وقد كان فيه كاهية الرّئيس وأدخل عليها نفسا جديدا وحيويّة بإقامة المحاضرات والفروع في مختلف أنحاء الجمهوريّة ثمّ استقال منها فقد تدخّلت فيها عناصر عارض انتماءهم إليها وكانوا السبّب في القضاء عليها كما توقّعه الشّيخ الطّيّب التّلّيلي.
خامسا: بمشاركته مشاركة فعّالة في توسيع عدد مقاعد التّدريس في جامع الزيتونة بعد أن حمل زملاءه على الإضراب بمعونة الشّيخ الطّاهر بن عبد السّلام عام 1928م وكانت النّتيجة إرغام الدّولة على زيادة 50 خطّة للتّدريس بعد أن تعطّل التعليم بسبب الإضراب وبهذه الطّريقة كسّر جزءا من العائق الثّاني الذي يحول دون الالتحاق بجامع الزيتونة وهو تجميد عدد خطط التّدريس رغم ازدياد عدد الطّلاّب.
سادسا: بالسّعي في تحسين حالة المدرّسين المادّية بحمل حكومة الحماية على الاعتراف بهم كموظّفين رسميين يتمتّعون بما يتمتّع به نظراؤهم في التعليم الثّانوي والعالي من حقوق مادّيّة ومعنويّة. وقد كاد هذا الإضراب أن يفشل لأنّ انقطاع منحة المدرّسين بسبب الإضراب جعل الكثير منهم يفكّرون في حلّ الإضراب والرّجوع إلى التّدريس تحت ضغط الحاجة المادّيّة. وهنا تدخّل الشّيخ الطّيّب التّلّيلي بما يتمتّع به من ثقة عند مواطنيه فاقترض من بعض الموسرين نصف المنحة وبذلك تواصل الإضراب ونجح في تحقيق بعض مطالب المدرّسين ولولا هذا التّدخّل لفشل الإضراب فشلا ذريعا ولانهارت معه مطالب الزّيتونيّين.
سابعا: بالحرص على تعصير التعليم الزّيتوني بحيث يصير محتواه مسايرا لبرامج التعليم المدرسي من علوم ولغات مع محافظته على التّركيز على الثّقافة الدّينيّة الإسلاميّة. وحرص على جعل الدّراسة في معاهد ذات أقسام عصريّة وكانت له مواقف في الصّحافة مع ثلّة من زملائه أدّت إلى إرغام الحماية على التّرخيص في بناء الحيّ الزّيتونيّ ومعهد 9 أفريل ومعاهد أخرى بالجمهوريّة. وقد ساهم في إنشائها بالكتابة في الجرائد وبالخروج في المواسم الفلاحيّة لجمع الزكاة والتّبرّعات لبنائها. وكان من آثار هاته الحملات اتّساع جامع الزيتونة وإنشاء الفروع غي مختلف أنحاء الجمهوريّة وحتّى بالجزائر والزّيادة في عدد بقاع التّدريس وجعل التّعليم الزّيتوني موازيا في برامجه للباكالوريا مع امتيازه عليها بالبرنامج الدّيني وبالتّعريب وبذلك كسّر القيد الثّاني الّذي جعلته الحماية للتّزهيد في التّعليم الزّيتوني.

## جهوده وانجازاته
هذه الميزات العلمية والخلقية التي تحلى بها والتي شهد بها تلامذته ازدانت بميزات اجتماعية عالية أخرى تخلصت من الأنانية وتمحضت لعمل البر الجماعي والثقافي في خدمة مصالح الأمة وترقيتها ومساعدة أفرادها في مجالات متعددة بالنفس والنفيس. وتلك المجالات يمكن حصرها في أربعة: جهوده في إصلاح التعليم الزّيتوني – مساعدة ضعاف التلاميذ الزيتونيين على الدراسة – الوعظ والإرشاد – تأسيس الروضات القرآنية.

### جهوده في إصلاح التعليم الزيتوني
يذكر الشيخ التليلي أن كان من المنادين بإصلاح التعليم الزّيتوني إصلاحا شاملا وقد شارك في أكثر المجالس المعقودة لهذا الغرض خلال الحكم الاستعماري وبعده إلى أن تعطل التعليم بالجامع الأعظم عقب الاستقلال وكتب مقالات في ذلك نشرت في أغلب الصحف ملحا بالخصوص على تشييد بناية متطورة ينتقل إليها ذلك التعليم وتأسيس مبيت لتلاميذ الآفاق. 
ومن جهوده كذلك بالنسبة للمدرّسين سعيه لتحقيق أمرين هامين بواسطة سلاح الإضراب: 
1. بمعيّة الطاهر بن عبد السلام، وتمثّل في حمل الحكومة على إدخال خمسين مدرسا جديدا من المتطوّعين بالدروس عام 1928م، وقد مرت الإشارة إلى هذا الهامش عند الحديث عن طبقات المدرسين بالجامع الأعظم
2. تنظير مدرسي جامع الزيتونة بأساتذة التعليم الثانوي وترسيمهم في ميزانية الدّولة بعنوان جراية لا منحة، بعد أن كانوا يأخذون أجرا زهيدا من جمعيّة الأوقاف لا يفي بضروريات العيش، ولا سيما وقت غلاء الأسعار بعد الحرب العالمية الثانية.

إن تحقيق هذا المطلب ليس بالأمر الهين، وقد حاول الشيخ إقناع زملائه المدرسين في عدة اجتماعات بضرورة القيام بإضراب عن التدريس ولكن أكثرهم كان خائفا بسبب وجود الحكم العرفي آنذاك وها هو الشيخ يروي لنا أطوار هذا الحدث من آخر اجتماع له بالمدرسين فيقول:
«وفي آخر اجتماع حضر عدد قليل منهم فقط فاغتنمت الفرصة وحمست من حضر على عقد الإضراب حالا لجعل المترددين أمام أمر مقضي فانعقد الإضراب وشكلنا لجنة كنت أحد أعضائها لمطالبة الدولة بتنظيرنا بأساتذة التعليم الثانوي وترسيمنا في ميزان الدولة بعنوان جراية لا منحة فتعطل التعليم الزيتوني وتوترت الأحوال في جميع المملكة واستدعيت اللجنة مرات من طرف الوزير وكذلك من طرف الباي ومن طرف المقيم الجنرال ماست فكانوا يطالبوننا بفك الإضراب على أن تنظر الدولة بعين الاعتبار في المطالب فكنا نرفض وفي آخر الأمر تقرر الاعتراف بالتنظير وتشكيل لجنة كنت أحد أعضائها للنظر في كيفية تطبيقه فحل الإضراب وتم التنظير على وجه ما من الحيف لكن فيه تحول إلى حال لا نسبة بينها وبين ما كنا عليه. وفي أثناء الإضراب قررنا إعطاء نصف المنحة التي كانت تعطى لكل مدرس ليس له مورد واقترضت لذلك من بعض الموسرين وبعد فك الإضراب واتصال المدرسين بجراياتهم أرجعنا الأموال لمستحقيها فعانيت من جراء ذلك أتعابا مرهقة.»
ومن آرائه الصّائبة تطوير التعليم الزّيتوني والإبقاء عليه ليستمر إشعاعه قويا قاضيا على كل النزاعات الالحادية ولذلك فإنه اشتهر بمعارضته الشديدة لإدماج التعليم الزيتوني في التعليم العام، وقد عبّر عن ذلك في مقاله الطويل الذي نشرته جريدة الاستقلال بعنوان حول توحيد التعليم.

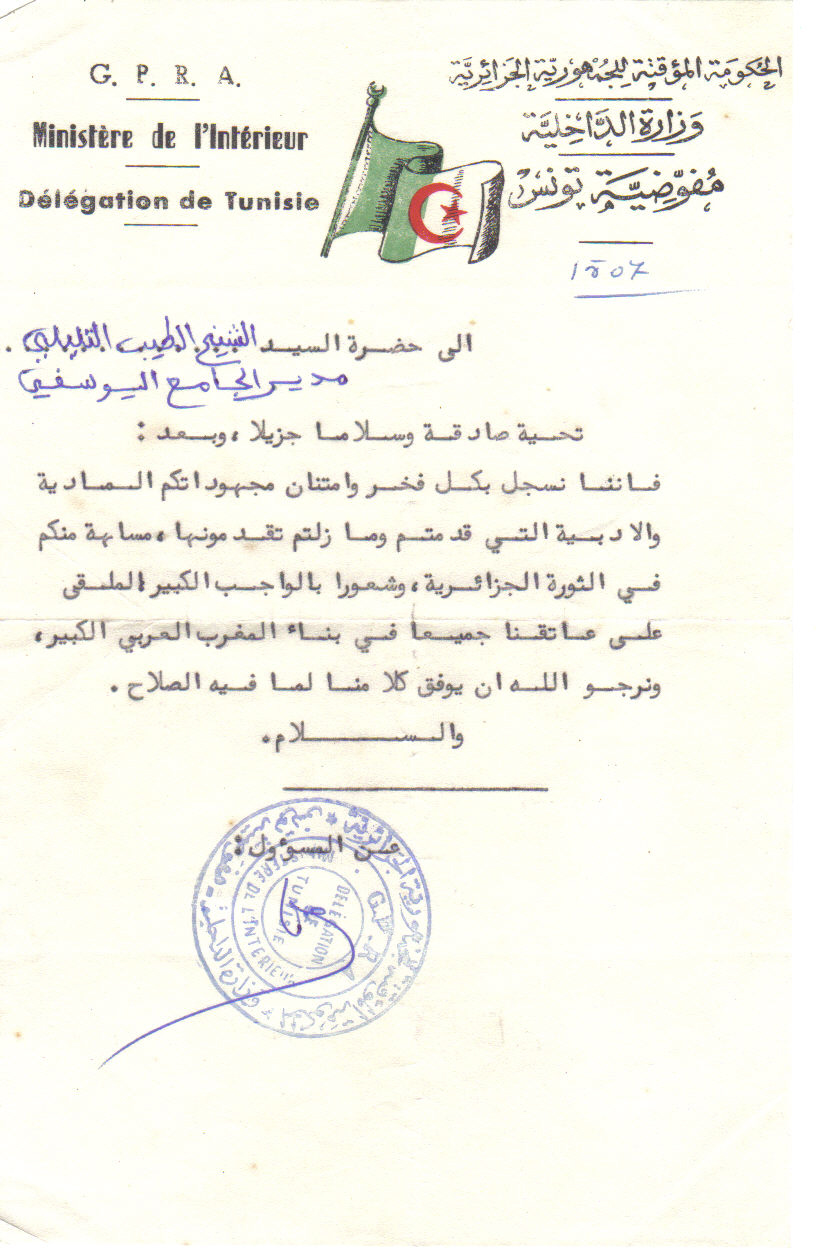
رسالة شكر من الحكومة المؤقتة الجزائرية إلى الشيخ

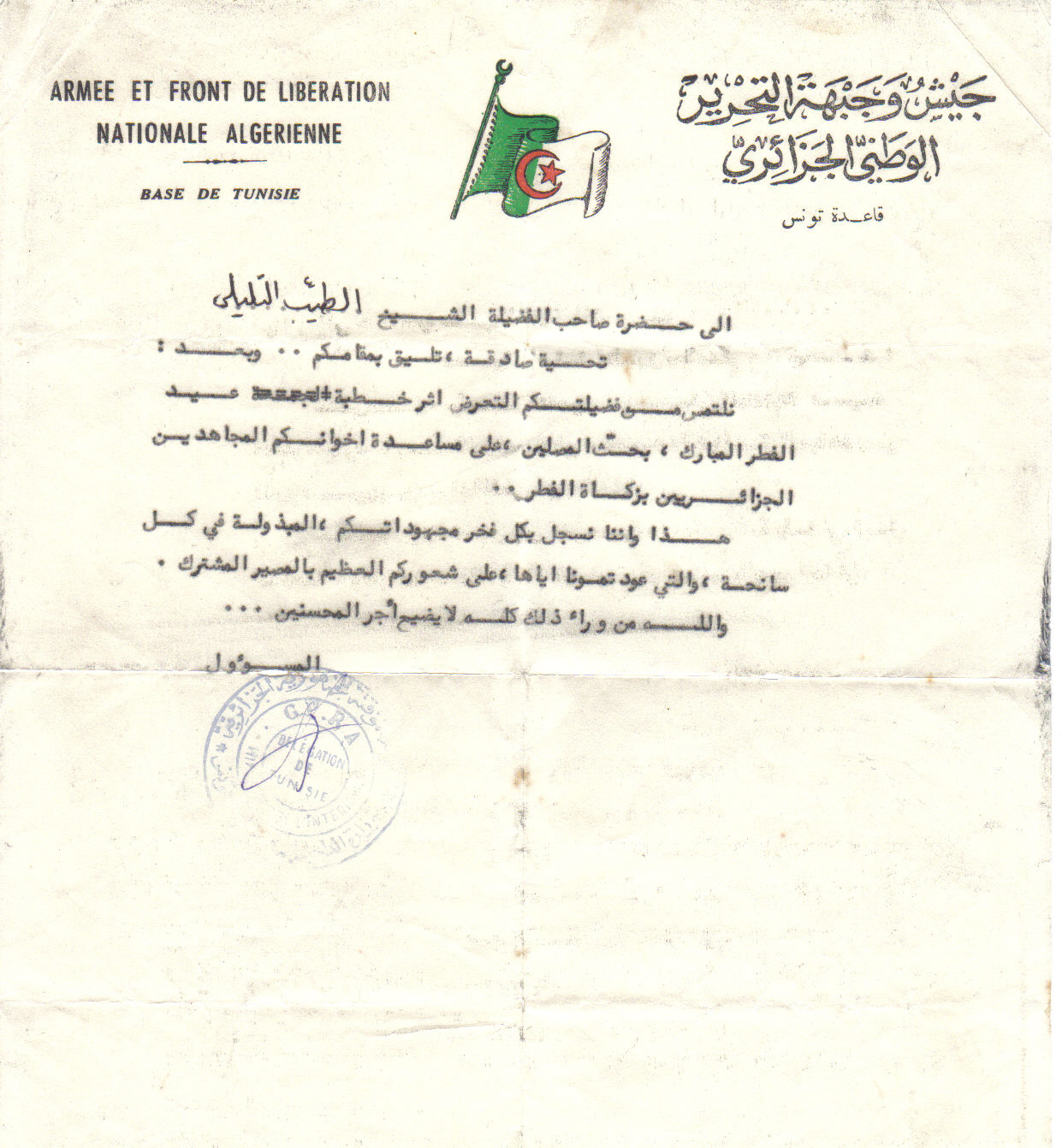
رسالة شكر من من جيش و جبهة التحرير الوطني الجزائري إلى الشيخ

### مساعدة ضعاف التلاميذ الزيتونيين على مواصلة تعليمهم
إن من أجل أعمال البر التي ساعدت على وفرة المتخرجين من جامع الزيتونة وإنقاذهم من الجهل والفقر ومشروع «الهداية»  وهي جمعية خيرية أسستها مجموعة من أفاضل شيوخ الزيتونة مثل محمد الزغواني وغيره. هدفها مساعدة ضعفاء التلاميذ الزيتونيين على مواصلة دراستهم بتقديم أكلة يومية أو أكلتين لكل واحد حسب مستوياتهم المادية وإسكان البعض منهم. وكانت مواردها المالية قائمة على التبرعات ويذكر الطيب التليلي أنه انخرط في هيئة هذه المؤسسة الخيرية عام 1942م وصار عضوا عاملا فيها وكان يجمع أكثر التبرعات من لدن مواطنين من جربة بسعي وجد منه واستمر نشاطه حثيثا فيها إلى أن تعطّل التّعليم الزيتوني. وقد تمكن خلال هذه المدة من إضافة ثلاثة فروع لها وبذلك اتسعت أعمالها لإطعام خمسين وسبعمائة تلميذ وإسكان نحو المئتين واصل أكثرهم التعليم حتى أحرزوا على شهادة التحصيل ولولا إعانة هذه المؤسسة لما تحقق لهم ذلك بالفعل وهي حقيقة بارزة لجميع الزيتونيين الذين عاصروا هذا المشروع.
```
وقد شمل برّ هذه المؤسسة الخيريّة – أيضا – الأيتام المشردين من أطفال اللاّجئين الجزائريين بالحاضرة حيث وقع إيواؤهم وإدخال عدد كبير منهم في التعليم 
الزّيتوني
. ومن أجل هذا اتصل الطيب التليلي برسالتي شكر واعتراف بالجميل الأولى من 
الحكومة الجزائرية المؤقتة
 والثانية من جيش 
وجبهة التحرير الوطني الجزائري
.
```

### الوعظ والإرشاد
إن وعظ الشيخ التليلي وإرشاده تمثل في دروسه التي كان يقوم بها في شهر رمضان يوميا في جامع الزيتونة بين الظهرين وفي جامع «سبحان الله» بين العشاءين بداية من عام 1940م إلى أن عاقه عجز الشيخوخة عن ذلك سنة 1980م ثم في محاضراته التي كان يلقيها على منبر جمعية الشبان المسلمين لما كان كاهية رئيسها في تونس العاصمة ومختلف نواحي القطر وتجلى وعظه – أيضا – في خطبه الجمعية ثم في مقالاته الصحفية المتعددة وقد عالج في كل ذلك المشاكل الاجتماعية الحادثة داعيا إلى إصلاحها بصرف النظر عن أوانها ومكانها ولا سيما في العهد الاستعماري، فإنه كان لا يتوانى عن فضح أعماله والدعوة إلى محاربتها جهارا. 

### تأسيس الروضات القرآنية
إن هذا المشروع الجليل المؤسس على منهج إسلامي صحيح أقامه الشيخ التليلي وأرسى قواعده بعد أن بذل جهوده وأوقاته وأمواله في إنجاحه كي يعوض الكتاتيب القرآنية التقليدية الموصدة بشكل عصري مفيد.
ولما ظهرت نتائجه الطيبة في سلوك الأطفال كتب مقالا حلل فيه تلك النتائج عنوانه بذور الإيمان في كتاتيب القرآن  فأخذ عدد هذه الروضات في الانتشار السريع وخصصت إدارة الشعائر الدينية مشكورة منحة شهرية زهيدة تشجيعية لكل مؤدب في تلك الرياض كانت بمثابة ترخيص لفتحها. ولكن الدعم الحقيقي الضامن لتمويل هذا المشروع المحمود الأثر واستمرار فوائده الكبرى قائم على المنهج الذي رسمه له صاحبه وهو: بذل أموال الزكاة فيه بعنوان مصرف «في سبيل الله» الذي أفتى به الشيخ وتوسع في تفسيره اعتمادا على أدلة قوية خارجا بمعناه عن نطاق الجهاد الضيق حسب رأي الجمهور القدامى الذي صار لا يتلاءم مع عصرنا الحاضر.
فهو يرى أن تخصيصه بالجهاد التقليدي يفضي إلى تعطيل كثير من المصالح الواجبة في الدين خصوصا في البلدان العلمانية والتي لا تعطي من مال الدولة شيئا يكفي لمصالح الدين فإذا لم ينفق عليها من أموال الزكاة تعطلت وانطمست معالم الإسلام.
فهي نظرة عميقة واجتهاد سديد، حسب معاصريه، كان من نتائجه الباهرة تشييد مئات المساجد والجوامع في عصرنا الحاضر. وهذه الرياض القرآنية سيكون لها أبعد الأثر في تكوين الأطفال ونقش كثير من المعاني الإسلامية في أذهانهم.

## آثاره العلمية
أما آثاره العلمية فهي مقالات كثيرة منشورة في عديد الصحف والمجلات منها ثلاث فتاوى اتسمت بالدقة والتحقيق العلمي ووفرة الاستدلال متفرقة النشر بين جريدة الزهرة والصباح والهداية وغيرها. 
ومما أفتى به ولم ينشر تحرير نصاب الزكاة في الحبوب واعتبار نصاب الأوراق المالية مكونا من نصف قيمة 84 غراما ذهبا خالصا ونصف قيمة وزن 600 غرام فضة خالصة.
وكان لا يفتي إلاّ بما صحّ في المذهب المالكي وإذا سئل عن شيء فيه يسر في المذهب الحنفي أحال السائل على شيوخ الحنفية.

## السيرة الذاتية للشيخ الطيب التليلي
|  |  |  |  |  |  |  |  |  |